# Eleições presidenciais portuguesas de 1949
As terceiras eleições presidenciais portuguesas do Estado Novo, tiveram lugar a 13 de Fevereiro de 1949.
Apesar da reeleição de Óscar Carmona ser um dado adquirido, pela primeira vez a oposição democrática apresentou uma candidatura em torno do general José Norton de Matos, político da Primeira República, que, durante a campanha, denunciou as repressões e a falta de liberdade e transparência do Estado Novo. Apesar do apoio de uma oposição unida, desistiu da corrida no dia 12 de Fevereiro, por considerar não haver garantias de uma eleição isenta.
Com isso, Óscar Carmona foi reeleito para um quarto mandato, que contou não só com o apoio da União Nacional, mas, também, da Causa Monárquica, presidida por Domingos Fezas Vital. No entanto, só cumpre o mandato até 1951, quando faleceu.
A desistência de Norton de Matos deve-se em grande parte, a colagem do partido comunista à candidatura deste, o que leva o candidato a considerar que tal facto não encontrava concordância com o seu projecto eleitoral.

## Resultados
| Candidato               | Candidato               | Partidos Apoiantes               | Votos    | %               |
| ----------------------- | ----------------------- | -------------------------------- | -------- | --------------- |
|                         | Óscar Carmona           | União Nacional                   | 875 598  | 100,00 / 100,00 |
|                         | José Norton de Matos    | Movimento de Unidade Democrática | Desistiu | Desistiu        |
| Votos Inválidos         | Votos Inválidos         | Votos Inválidos                  | –        | –               |
| Total                   | Total                   | Total                            | 875 598  | 100,00 / 100,00 |
| Eleitorado/Participação | Eleitorado/Participação | Eleitorado/Participação          | –        | –               |
| Fonte:                  | Fonte:                  | Fonte:                           | [ 4 ]    | [ 4 ]           |

### Gráfico
| Eleição de 1949 (número de votos) | Eleição de 1949 (número de votos) | Eleição de 1949 (número de votos) | Eleição de 1949 (número de votos) | Eleição de 1949 (número de votos) |
| --------------------------------- | --------------------------------- | --------------------------------- | --------------------------------- | --------------------------------- |
|                                   |                                   |                                   |                                   |                                   |
| Óscar Carmona                     | Óscar Carmona                     |                                   | 875 598                           | 875 598                           |